# Hypereides

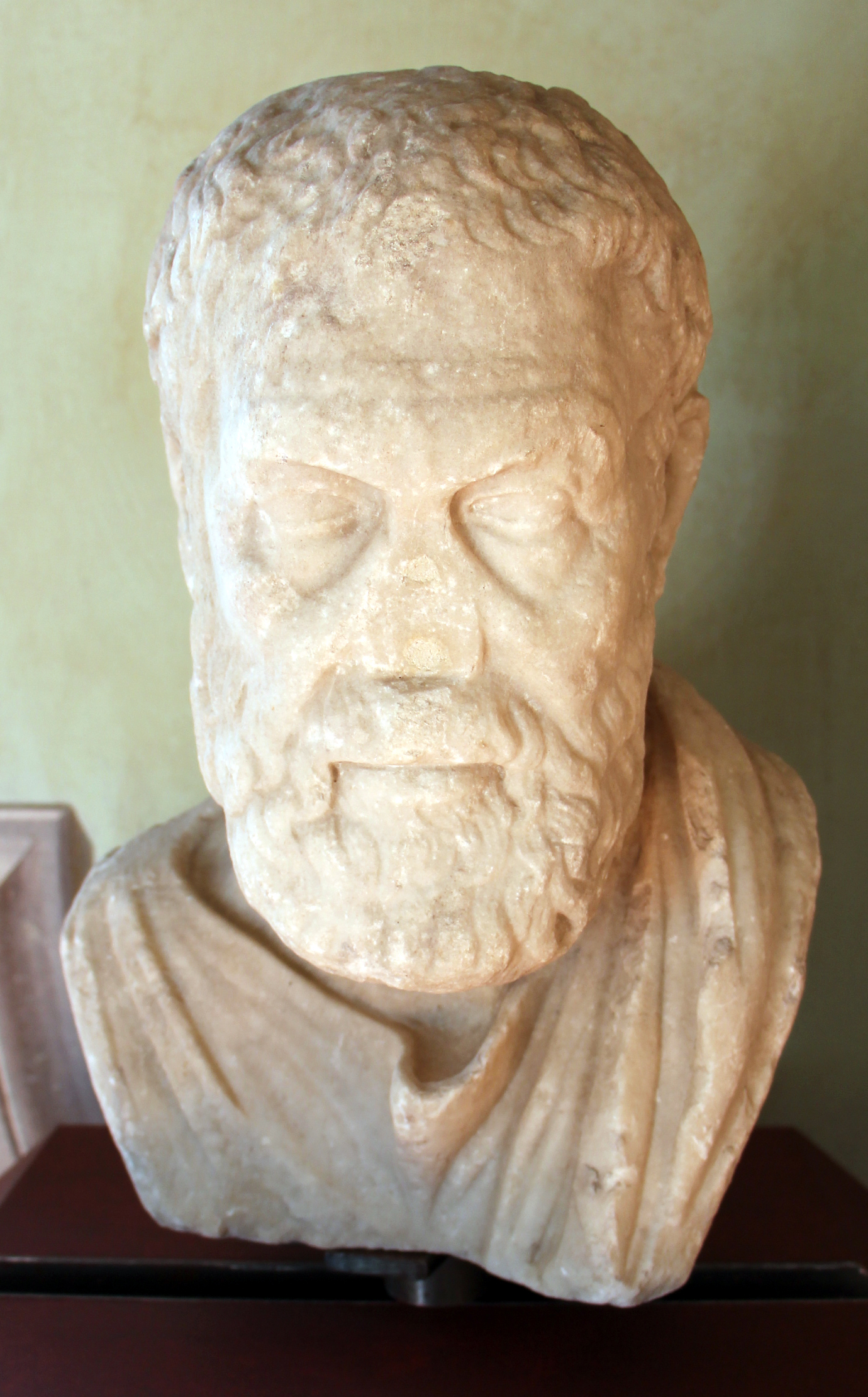
Hypereides

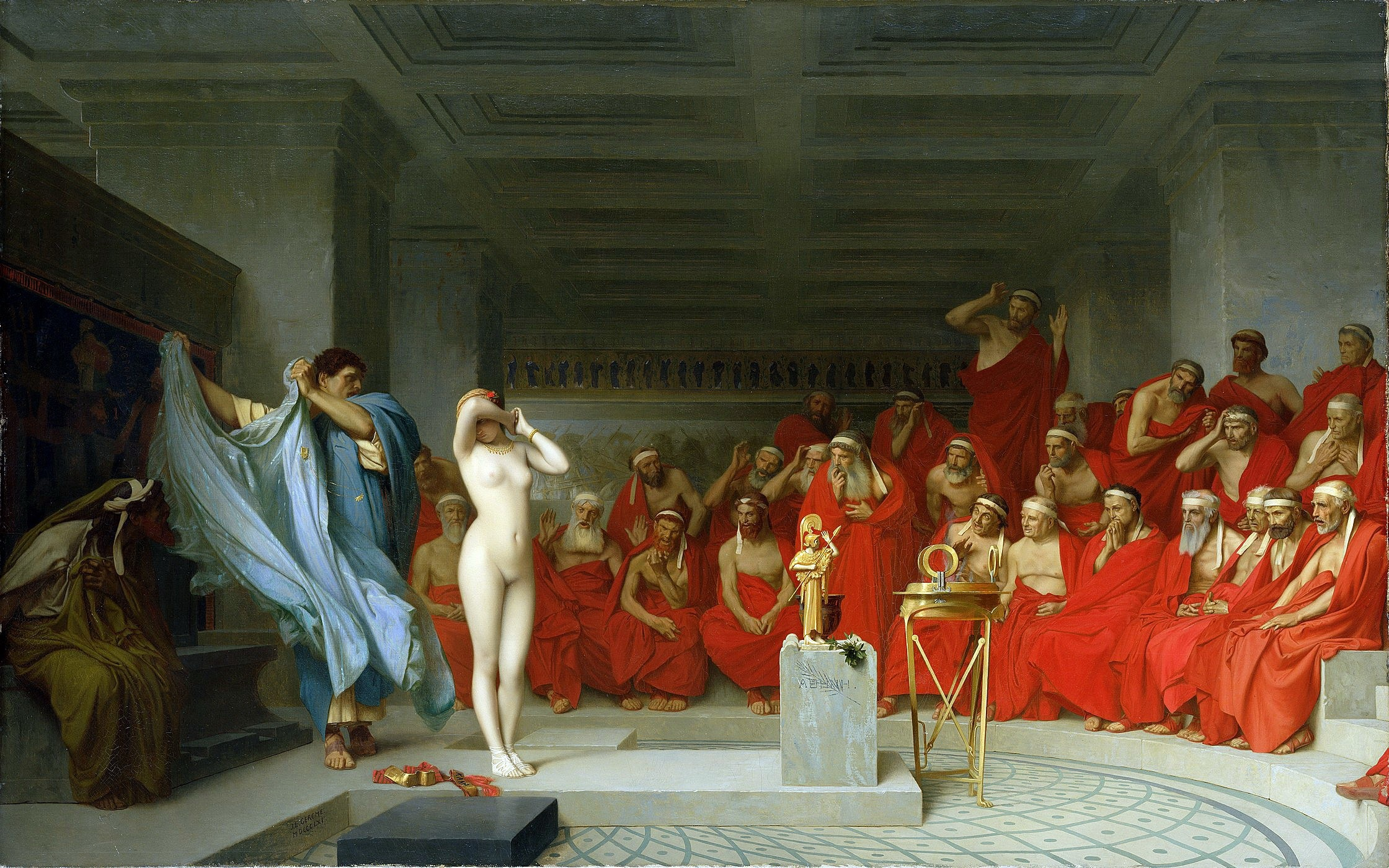
Hypereides entkleidet Phryne. Historiengemälde Phryne vor dem Areopag von Jean-Léon Gérôme (1861)

Hypereides (altgriechisch Ὑπερείδης Hypereídēs; * 390/89 v. Chr.; † 322 v. Chr.) war ein griechischer Redner und Politiker.
In der Harpalosaffäre (324 v. Chr.) beteiligte sich Hypereides am Sturz des Demosthenes. Danach stieg er zum führenden Staatsmann Athens auf. Nach der Niederlage im Lamischen Krieg wurde er auf Befehl von Antipatros hingerichtet.
Seit 1847 wurden in Ägypten Papyrusrollen mit einigen seiner Reden gefunden. Vollständig erhalten ist die Rede Für Euxenippos (um ein Traumorakel), fragmentarisch die Reden Für Lykophron, Gegen Demosthenes (aus dem Harpalosprozess), Gegen Philippides, Gegen Athenogenes und Für die Gefallenen des Lamischen Krieges. Zwischen 2002 und 2008 wurden im Archimedes-Palimpsest Teile von zwei weiteren Reden identifiziert und entziffert, 2018 ein Redeauszug in einem Papyrus aus Herculaneum.
Hypereides galt bereits in der Antike als skandalumwitterter Lebemann. Die Überlieferung brachte ihn mit den berühmtesten Kurtisanen seiner Zeit zusammen: „Als Hypereides die Hetäre Phryne in einem Prozess verteidigte, ohne Eindruck zu machen (…), ließ er sie vorführen, zerriss ihre Kleider, entblößte ihren Busen und brachte bei ihrem Anblick seine Beschwörungen in einem so mitleiderregenden Ton vor, dass er die Richter mit einer Art religiöser Scheu davor erfüllte, die Prophetin Aphrodites zu verurteilen.“
Gemäß anderen Überlieferungen erfolgte ein Freispruch der Phryne, die der Gottlosigkeit angeklagt wurde, durch den Areopag, nachdem Hypereides der Hetäre vor der versammelten Männergesellschaft ihren Mantel vom Leibe riss. Der französische Maler Jean-Léon Gérôme stellte diese Szene in einem Gemälde von 1861 dar.

## Textausgaben
- Christian Jensen (Hrsg.): Hyperidis Orationes sex cum ceterarum fragmentis. Teubner, Stuttgart 1917, Neudruck 1963 (die maßgebliche Textausgabe, Internet Archive)
- Frederic George Kenyon (Hrsg.): Hyperidis Orationes et fragmenta, Clarendon, Oxford 1907, Neudruck 1961 (Internet Archive)
- Friedrich Wilhelm Schneidewin (Hrsg.): Hyperidis Orationes duae. Ex papyro Ardeniano editae. Dieterich, Göttingen 1853 (enthält pro Euxenippo und pro Lycophrone)

## Übersetzungen
- David Whitehead: Hypereides, the forensic speeches. Oxford University Press, Oxford 2000, ISBN 0-19-815218-3 (mit Kommentar)
- Wilhelm Siegmund Teuffel: Hypereides erhaltene Reden, zum ersten Mal ins Deutsche übersetzt. Stuttgart 1882